# Zoetermeer
Zoetermeer és un municipi de la província d'Holanda del Sud, al sud dels Països Baixos. L'1 de gener del 2009 tenia 121.378 habitants repartits sobre una superfície de 37,06 km² (dels quals 2,48 km² corresponen a aigua).

## Barris
- Buytenwegh de Leyens (1974)
- Dorp (1962)
- Driemanspolder (1965)
- Meerzicht (1969)
- Noordhove (1986)
- Oosterheem (1999)
- Palenstein (1966)
- Rokkeveen (1987)
- Seghwaert (1975)
- Stadscentrum (1978)

## Ajuntament
El consistori municipal està format per 39 membres:
- PvdA (9 regidors)
- Partit Popular per la Llibertat i la Democràcia - VVD (7 regidors)
- Llista Hilbrand Nawijn - LHN (5 regidors)
- Partit Socialista - SP (4 regidors)
- CDA (4 regidors)
- Demòcrates 1966 - D66 (4 regidors)
- SGP/ChristenUnie (2 regidors)
- GroenLinks- GL (1 regidor)
- Leefbaar Zoetermeer - LZ (1 regidor)
- Sociaal Gezond Zoetermeer - SGZ (1 regidor)
- Llista Sahin - LS (1 regidor)

## Agermanaments
- Jinotega
- Nitra
- Xiamen